# Mercheuli
Mercheuli (abch. Marchaul) – wieś w Gruzji (Abchazji), w regionie Gulripszi. W 2011 roku liczyła 839 mieszkańców.